# Aongstroemia julacea
Aongstroemia julacea är en bladmossart som beskrevs av Mitten 1869. Aongstroemia julacea ingår i släktet Aongstroemia och familjen Dicranaceae. Inga underarter finns listade i Catalogue of Life.